# Conversione di Maria Maddalena
La conversione di Maria Maddalena è un dipinto di Paolo Caliari detto il Veronese, artista rinascimentale della Repubblica di Venezia, noto per il suo stile colorato, sontuoso e ricco di drammaticità. L'opera è datata tra il 1545 e il 1548 ed è stata commissionata da un mecenate della nobiltà veronese.

## Storia
Il tema del dipinto è stato oggetto di discussioni, ma l'opinione generale è che esso rappresenti la conversione di Maria Maddalena, in conformità alla descrizione di questa scena nell'opera di Pietro Aretino L'umanità di Cristo, del 1535. Questo libro era una versione dei Vangeli che è stato largamente distribuito e letto nell'Italia settentrionale di quei tempi.

## Descrizione
La scena del dipinto raffigura un avvenimento che non è descritto nella Bibbia o nella Legenda Aurea. Marta e Maria Maddalena sono nel tempio dove Gesù sta predicando. Maria Maddalena è in ginocchio accanto a Cristo, con il volto diretto verso quest'ultimo, mentre Marta tende le sue mani verso Gesù e Maria Maddalena. Lo sfarzoso vestito che indossa la Maddalena sottolinea la sua vanità e la sua peccaminosità, le quali, nell'istante raffigurato, svaniscono a causa dell'incontro con il Cristo. Paolo Veronese era noto per raffigurare, nelle sue opere, ambientazioni lussuose e per voler adornare le scene più sacre e sante con persone vestite con abiti luccicanti foderati, prodotti con seta e broccato, più somiglianti all'alta società veneziana che agli umili soggetti delle vicende sacre. Quando l'Inquisizione chiese all'artista perché rappresentasse pomposamente i soggetti santi, egli rispose: «noi pittori prendiamo la libertà, al pari dei poeti e dei folli», confermando la sua libertà di artista nella sua scelta di rappresentare i soggetti secondo il suo gusto.